# Aéroport de Ghardaïa - Noumérat - Moufdi Zakaria
L'aéroport de Ghardaïa - Noumérat - Moufdi Zakaria (code IATA : GHA • code OACI : DAUG) est un aéroport algérien à vocation nationale, situé sur la commune de Ghardaïa à 19 km au sud-est de la ville.

## Présentation
L’aéroport de Ghardaïa est un aéroport civil desservant la ville de Ghardaïa, au nord du Sahara algérien, et sa région (wilaya de Ghardaïa). 
L’aéroport est géré par l'EGSA d'Alger.

## Situation

### Carte des aéroports de l'Algérie
'
| \| 100 km1:14 790 000 \| Adrar Alger Annaba Batna Béjaïa Biskra Boufarik Chlef Constantine Ghardaïa Hassi Messaoud In Amenas Jijel Oran Sétif Tamanrasset Tébessa Tlemcen Béchar Bordj Mokhtar Djanet El Bayadh El Goléa El Oued Illizi In Salah Ghriss Ouargla Tiaret Timimoun Tindouf Touggourt |
| 100 km1:14 790 000 |

Carte statique des aéroports d'Algérie.Carte dynamique des aéroports d'Algérie.

## Infrastructures liées

### Pistes
L’aéroport dispose de deux pistes en béton bitumineux, la première d'une longueur de 2 400 m et la seconde longueur de 3 100 m.

## Compagnies et destinations
| Compagnies  | Destinations |
| ----------- | --- |
| Air Algérie | - Adrar/Touat, - Alger-Houari-Boumédiène, - Constantine-Mohamed-Boudiaf, - Djeddah - Roi-Abdelaziz, - Illizi-Takhamalt, - Médine-Prince M. Bin Abdulaziz, - Oran-Ahmed-Ben-Bella, - Tamanrasset |

Édité le 05/07/2022  Actualisé le 31/07/2023